# 空中客车A380

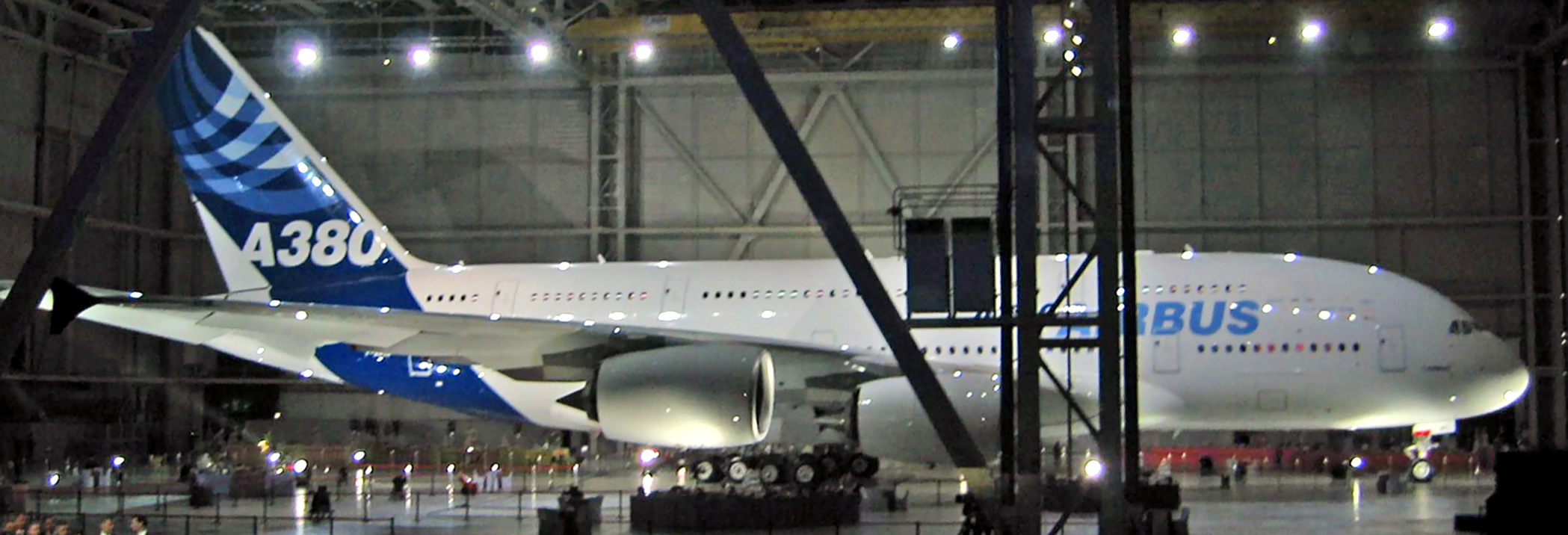
首架A380於法国圖盧茲廠房亮相

A380與波音747差異

一些大型飞機的比較：
休斯H-4大力神
安-225運輸機
空中巴士A380-800
波音747-8
平流層發射飛機

空中巴士A380（Airbus A380）是空中巴士公司研发的双层4发巨型客机。該型號的原型機於2004年中首次亮相。首架A380客機於2005年1月18日在圖盧茲廠房舉行出廠典禮，並於4月27日試飛成功。同年11月11日，客機首次跨國試飛抵達新加坡。2007年10月15日客機首先交付給新加坡航空公司，在10月25日首次載客從新加坡樟宜国际機場飛抵澳洲的悉尼國際機場。
空中巴士A380是目前全球载客量最高，体积最大的客机，打破波音747近37年的世界載客量最高的客機紀錄。A380亦不同於波音747客機，是航空界首架真正意義上的雙層客機，即從頭至尾均為雙層客艙。當採用最高密度座位安排時，可承载多达893名乘客。在三級艙配置下（頭等艙—商務艙—經濟艙）可承载约555名乘客。其客艙實用面積達478平方公尺（5,145平方英尺），比波音747-8大超過40%。不過，載重量最大的民用飛機仍是蘇聯烏克蘭安托諾夫設计局製造的安-225夢想式運輸機，直到其于2022年损毁于俄乌战争。A380的航距為15,700公里（8,500海里），足以不停站由杜拜直达洛杉磯。
A380客機亦是現時唯一擁有四條乘客通道的客機，典型座位佈置為上層「2-4-2」形式，下層為「3-4-3」形式。
2019年2月14日，空中客车与阿联酋航空达成了削减A380订单的协议后，空客宣布於2021年完成訂單交付後停止生產該款客機。至此，空中客车共交付了240架该飞机，其中113架交付给阿联酋航空；剩余11架待交付，其中属于阿联酋航空的有10架，其余1架属于全日空。2021年12月16日，最後一架空中客车A380交付給阿聯酋航空。

## 歷史

### 研發與市場最初的项目计划
空中巴士公司於1990年代早期開始超大型客機的研發計畫，除為了完善空中巴士機種，填補超大型客機的空白外，還希望藉以打破波音747在超大型客機市場的壟斷。麥道和蘇霍伊亦有相似策略，分別推出MD-12和КР-860「俄國之翼」計劃，但最終不了了之。每家飛機製造商都希望能製造出747這種龐大客機的後繼者，但他們都明白到，要賺取盈利的話，600座至800座客機的市場只能容納一種飛機。過去道格拉斯DC-10和洛歇L-1011三星客機已證明瓜分這些細小市場的風險。1993年1月波音與數家空中巴士的合夥飛機製造商開始共同研究超大型商用飛機（Very Large Commercial Transport, VLCT）的可行性，並以合作建造的形式為目標。
1994年6月，空中巴士開始研發自己的超大型飛機，名為A3XX。空中巴士曾經考慮過幾個方案，包括將兩組空中巴士A340機身邊靠邊併合為一組機身，而A340是當時空中巴士最大的機種。A3XX將與VLCT計劃和波音的747後繼者—747X競爭，747X是將波音747上層客艙加長以容納更多乘客。VLCT計劃於1996年7月終止，波音亦於1997年1月叫停747X計劃，但於2005年11月推出747-8前曾多度重提747X計劃。1997年到2000年期間發生的亞洲金融危機導致市場前景不明朗，空中巴士修訂其設計，與波音747-400比較下可節省15%至20%營運成本。
2000年12月19日，剛重整架構的空中巴士管理層表決通過投資88億歐元於A3XX計劃上，並訂名為A380，當時已經有6家航空公司訂購共55架A380。A380於2001年初正式定型，第一組A380機翼於2002年1月23日開始建造，原型機各部件已完成生產並陸續由海陸空三路運往空中巴士在法國圖盧茲的廠房進行總裝。在第一架A380出廠時, 計劃的開發成本已經飆升至110億歐元。2015年，空中巴士稱項目的投資成本是150億歐元，但外界估計成本最少達200億歐元。有文章指出，至2019年2月14日空客宣布停產A380，項目總投資最終達到了250億歐元，該項目的損益兩平點預計是400架，然而該項目最終訂單數以251架告終。

### 原型機測試
A380的原型機（序號為001，登記號碼為F-WWOW）於2005年1月18日在法國土魯斯廠房舉行出廠典禮。首航則在同年4月27日在土魯斯起飛，當時載著6名機組人員、測試儀器及水袋，起飛重量為421噸。雖然這只是A380的最高起飛重量的75%，但已經打破當時客機的起飛重量紀錄。
2005年11月11日，A380首次進行跨洲長途飛行作宣傳及測試，這次飛行分別飛抵新加坡、布里斯本、悉尼、墨爾本及吉隆坡。11月19日，一架A380以阿聯酋航空的塗裝飛抵杜拜作展覽。
2006年1月10日，A380首次飛越大西洋抵達哥倫比亞的麥德林，以測試在高海拔下的發動機效能。2月6日，A380飛抵北美洲並降落於加拿大伊魁特，作寒冷天氣下的測試；此機及後再飛到新加坡參加2006年的亞洲航空展。
2006年3月26日，A380在德國漢堡市進行了緊急撤離測試，853名乘客及20名機組人員，需在黑暗及一半的出口（即8個）被封閉下撤離機艙，結果測試成功地在78秒內完成。三日後，歐洲航空安全局及美國聯邦航空總署批准A380可載乘客人數為853人。
2006年9月4日，A380在土魯斯進行全機滿載的飛行測試，一共有474位空中巴士職員參與這次飛行測試。11月，A380開始進行全球性的飛行性能測試。
2006年12月12日，歐洲航空安全局和美国联邦航空局官員正式向空中巴士公司頒發A380飛機的機型適航認證證書。

### 逐漸飛行與商業困境
2007年3月，已經有9架A380建造完成，5架進行超過2,900小時的飛行。期間A380機隊造訪中国、加拿大、哥倫比亞、智利、衣索比亞、法國、德國、冰島、印度、爱尔兰、台灣、日本、馬來西亞、葡萄牙、南非、韓國、新加坡、西班牙、泰國、阿拉伯聯合大公國、英國、美國、香港和澳大利亞。
2007年9月2日6時26分，A380飛抵香港，為亚洲航空展揭開序幕。9月3日香港时间早上8時，A380在香港上空低飛表演，並以約1,000呎（305米）（低於國金2期）的高度飛過维多利亚港。
2007年10月5日，A380在三藩市低空飛過金门大桥。
2007年10月25日，A380執行了首個商業航班，A380首個商業航班是由新加坡航空執飛，航班編號為新加坡航空380号班机（SQ380）。

### 部分退役與提早停產
由於A380耗油過多，且座位數雖然增加，但点对点航线的发展，令通过航空枢纽出行的人並未明顯增長，A380往往無法滿載，入座人數與機型更小的飛機相差無幾，因此更小的機型反而受到青睞。由於客戶基本上僅剩阿聯酋航空，2019年2月14日，空中客车基於阿聯酋航空大幅縮減空中客车A380之訂單，令其沒有持續生產A380的基礎，空中巴士在六月底運送最後一批次A380零件，用于組裝最後一架A380。同年9月23日，最後一架A380（MSN 272，將交付予阿聯酋航空）完成組裝，至此A380正式停產。

### 疫情封存後重新大量營運
空客于2019年2月宣布A380停产之时，最早使用A380的新加坡航空公司就已经开始将其A380退役，其中部份已被拆解。卡塔尔航空也已经考虑在其A380投入运营10年后将它们退役。
2020年起，由于2019冠状病毒病疫情对全球航空业造成的巨大创伤，法國航空考慮全數退役A380，而其他航空公司考慮全部A380封存至航空業恢復正常為止，在2020年疫情期間只有中國南方航空繼續使用A380。同一年，由於阿聯酋航空無法負擔昂貴的保養費用，其中一架較早期投入服務的A380（A6-EDB）在2020年6月中已去除設施及阿聯酋航空相關標誌，並在同年10月尾飛往TARMAC AEROSAVE拆解報廢。
2021年12月16日，最後一架空中巴士A380交付給阿聯酋航空，結束其短暫的生產，並作為一個商業上典型的叫好不叫座的案例。但2021年下半年起，因應航空業急速復甦，部份航空公司開始將A380重新投入服務，包括新加坡航空、英國航空、澳洲航空及卡塔爾航空等，而航空公司也發現此次A380的營運有了變化，高度的舒適性與話題性，突然頗受疫情後重視度假品質的旅客歡迎，尤其是疫情後旅遊市場格局變化，因此漢莎航空更延後先前將A380提早退役的決定。然而在2022年俄羅斯入侵烏克蘭後各國對俄羅斯的制裁導致燃油油價大幅上漲後，大部分航空公司又開始重新考慮將A380與2030年前退役的計劃提上日程，不過仍有一些公司對此客機保持信心，因為停產後A380的稀有性與獨特性標誌愈發明顯，頗受商務航線上公務客人青睞，阿聯酋航空就表示該機型與公司的上流形象有著重要關係，A380的使用壽命會被盡可能地延長，或是利用其巨大的空間與飛行穩定的舒適性，比如全日空找到新的市場定位後，專門放在了夏威夷航線上，度假的旅客願意高價購入此型號飛機的機票享受，在負責高端人士等新的客源上再度發揮。

## 設計

### 機種型號

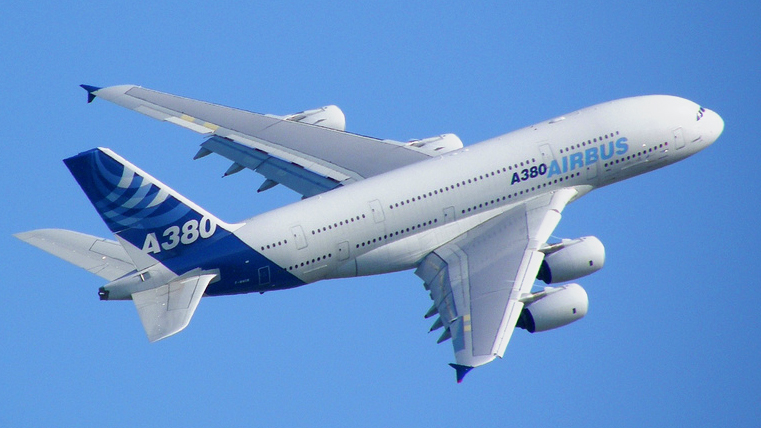
A380-800在單艙等情況下最高載客量可達853人

現時A380僅有一種型號：
- A380-800：客機型，在三級艙佈置下可載客556人，或於單一經濟艙佈置下載人856人，航程為15,700公里（8,500海里）。[2]

A380的以下幾種型號已經擱置：
- A380-800F：貨機型，載貨量為150公噸，航程為10,400公里（5,600海里）空中巴士宣佈說在A380-800型達到交付超過40架/年時會導入研發的工作。
- A380plus：客機型，于2017年巴黎航展公布，采用分叉式小翼设计。[27]
- A380-700：客機型，是縮短型的A380。
- A380-800C：貨客混合型，是將一部分的客艙改造成貨艙的A380，單一艙布置下約可乘載397~454人。
- A380-800R：客機型，是超長程路線專用的A380，英國航空、澳洲航空以及新加坡航空提案的型號。
- A380-800S：客機型，是短程路線專用的A380。（停產前未投產）
- A380-900：客機型，是加長型的A380，阿聯酋航空及維珍航空已表示對此機型有興趣。
- A380-900S：客機型，是短程路線專用的A380-900。
- A380-1000：客機型，亦是加長型的A380，三級艙布置下可載客856人，或于單一经济艙布置下載人1,260人。

### 駕駛艙

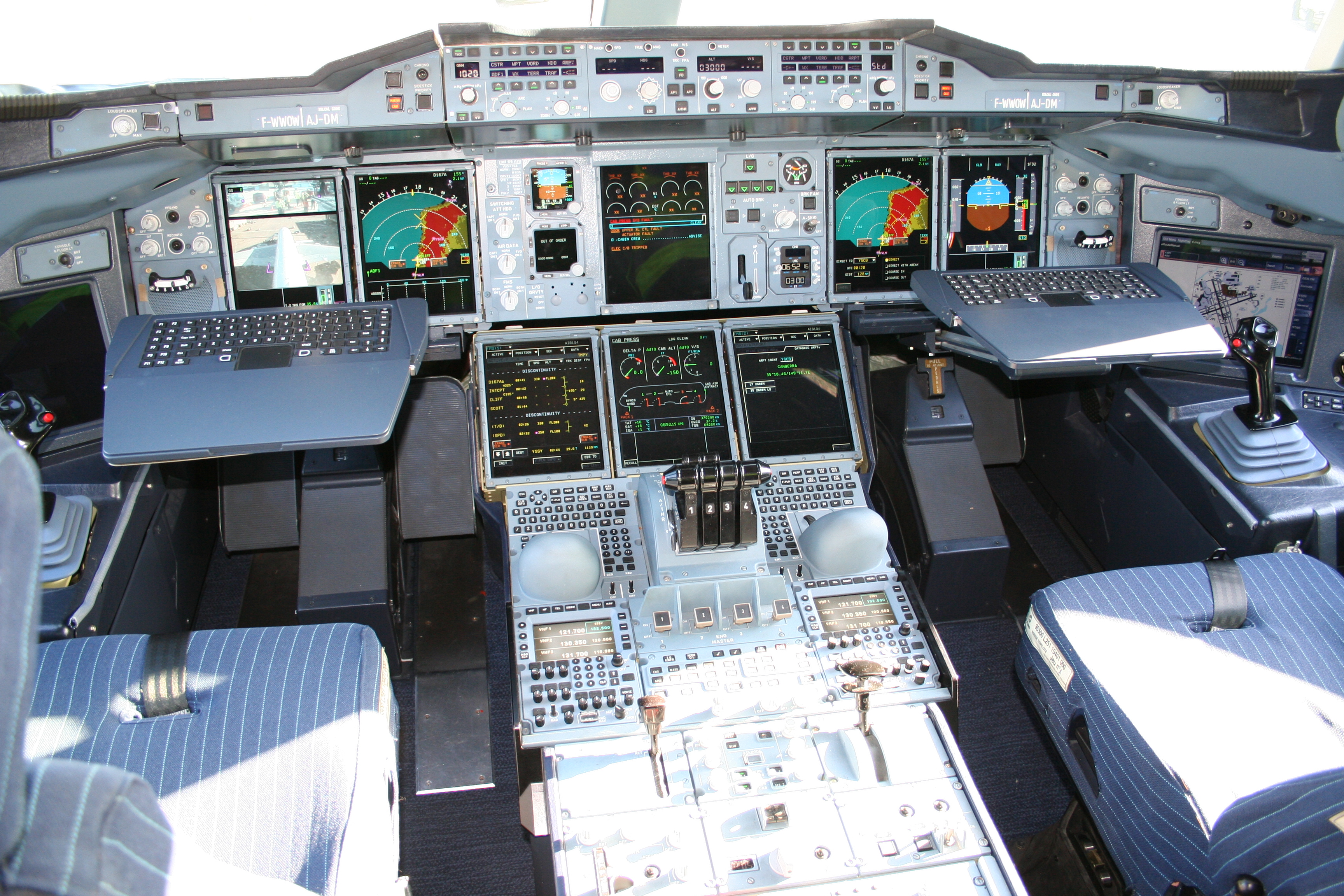
A380的駕駛艙配置與其他機型相同

空中巴士為讓A380駕駛上的經驗與其他空中巴士客機相同，將駕駛艙設於機首第一層與第二層間以製造出相同視角，使用與其他空中巴士機種相似的駕駛艙佈局，程序和操作特徵以減低飛航組員的訓練成本。
駕駛艙有8個15厘米乘20厘米的液晶顯示器。包括2個主要飛航顯示器（Primary Flight Displays，PFD）、2個導航顯示器（Navigation Displays，ND）、1個發動機參數顯示器（Engine Parameter Display）、1個系統顯示器（System Display）和2個多功能顯示器（Multi-Function Display，MFD）。這2個多功能顯示器為飛航管理系統（Flight Management System，FMS）提供簡易操作界面、鍵盤和軌跡球（Trackballs），取代3個傳統飛航管理系統。A380的駕駛系統是首部完全實現無紙化的飛行系統，駕駛員可利用機上所有操作介面完成所有工作。

### 航空電子系統
A380採用航空电子综合模块系统（IMA），使各個管理系統在一個中央電腦系統內運作、聯繫，也方便管理系統升級。系統內傳信網絡則使用航空电子全双工交换式以太网，減少所需線路。

### 發動機
A380可選配罗尔斯·罗伊斯遄达（Trent）900或由通用電氣及普惠聯營的發動機聯盟的GP7200渦輪扇發動機。
兩款均為應用在波音777客機上的衍生產品。Trent 900為Trent 800的改进型，設有後掠型風扇。而GP7200使用了GE90的內核及PW4090的渦輪扇及低壓壓縮機。在銷售上，起初由Trent 900佔上風，及後GP7200成功追上，貼近Trent 900的銷量。

### 建造物料
雖然大部分的機身是鋁，A380的機身有20％以上採用複合材料。包括中央翼盒的主結構，翼肋和機身後段。機身上部及後部用了一種叫GLARE(Glass Laminate Aluminium Reinforced Epoxy)的物料。它是由多層玻璃纖維和鋁合金粘合而成，比傳統用的鋁合金輕，但有更佳的抗侵蝕和抗撞擊能力。

### 乘客便利設施
A380的客艙比上一代的客機更寧靜，並因有較高的氣壓而更舒適。初期的公關宣傳強調A380的舒適及空間，讓航空公司可以於機上加設更多設施，例如休息區、酒吧、免稅店及美容院等。A380更是首架能於機上安裝淋浴設備，實現於機上沐浴的機型。由於A380擁有寬敞客艙的優勢，航空公司得以利用更多空間設置以往無法想像套房型的頭等艙。新加坡航空以及阿提哈德航空均有類似客艙配置，提供奢華服務。最有可能於機上加設此類設施的航空公司為維珍航空，而維珍航空早已於旗下飛機的商務客艙中加設一迷你酒吧，並計劃於將來的A380上增設賭場、雙人床、健身及沐浴設備。而阿聯酋航空則為首架A380安裝沐浴設備，每位頭等艙乘客可享用，每次15分鐘。澳洲航空為每架A380設有自助小食吧和商務休息區，分別供經濟客艙和商務客艙的乘客享用。
A380會進一步發展波音747為航空史帶來的改革──更多座位及較低的座位成本，同時帶來較闊的座位及較好的乘客便利設施。A380於標準三級艙佈置下的載客量為555人，比起波音747-400於相同佈置下多出近35%，但A380的客艙比波音747大近50%，表示每位乘客可享有較多空間。但假如航空公司訂購全經濟客艙佈置的A380，其載客量將為853人，達到A380的最高許可載客量。

## 訂單

### 詳情
| 訂單           | 訂單           | 訂單               | 訂單     | 型式 | 型式 | 選擇權 | 發動機 | 發動機 | 新聞稿                             |
| 宣布日期       | 落實日期       | 客戶名稱           | 投入服務 | 800  | 800F | 選擇權 | EA     | RR     | 新聞稿                             |
| -------------- | -------------- | ------------------ | -------- | ---- | ---- | ------ | ------ | ------ | ---------------------------------- |
| 2000年4月30日  | 2001年11月4日  | 阿联酋航空         | 2008     | 5    | 2    | 5      | *      |        | [ 35 ] [ 36 ] [ 37 ]               |
| 2000年7月24日  | 2001年6月18日  | 法國航空           | 2009     | 10   |      | 4      | *      |        | [ 38 ] [ 39 ]                      |
| 2000年7月25日  | 2001年6月19日  | ILFC               | 2014     | 5    | 5    | 4      | *      |        | [ 40 ] [ 41 ] [ 42 ] [ 43 ]        |
| 2000年9月29日  | 2001年7月12日  | 新加坡航空         | 2007     | 10   |      | 15     |        | *      | [ 44 ] [ 45 ] [ 46 ]               |
| 2000年11月29日 | 2001年3月6日   | 澳洲航空           | 2008     | 12   |      | 12     |        | *      | [ 47 ] [ 48 ]                      |
| 2000年12月15日 | 2001年4月26日  | 維珍航空           | 2015     | 6    |      | 6      |        | *      | [ 49 ] [ 50 ]                      |
| 2001年1月16日  | 2002年7月12日  | 聯邦快遞           | 2010     |      | 10   | 10     | *      |        | [ 51 ] [ 52 ] [ 53 ]               |
| 2001年2月27日  | 2003年12月9日  | 卡達航空           | 2014     | 2    |      | 2      | *      |        | [ 54 ] [ 55 ] [ 56 ]               |
| 2001年11月4日  | 2001年11月4日  | 阿联酋航空         | 2008     | 15   |      | 5      | *      |        | [ 35 ]                             |
| 2001年12月6日  | 2001年12月20日 | 漢莎航空           | 2010     | 15   |      | 5      |        | *      | [ 57 ] [ 58 ]                      |
| 2003年1月10日  | 2003年12月11日 | 馬來西亞航空       | 2012     | 6    |      |        |        | *      | [ 59 ] [ 60 ] [ 61 ]               |
| 2003年6月16日  | 2003年6月16日  | 阿联酋航空         | 2008     | 21   |      | -10    | *      |        | [ 62 ]                             |
| 2003年6月18日  | 2003年10月23日 | 大韓航空           | 2011     | 5    |      | 3      | *      |        | [ 63 ] [ 64 ] [ 65 ]               |
| 2004年7月20日  | 2004年12月20日 | 阿提哈德航空       | 2014     | 4    |      |        | *      |        | [ 66 ]                             |
| 2004年8月27日  | 2004年12月28日 | 泰國國際航空       | 2012     | 6    |      |        |        | *      | [ 67 ] [ 68 ]                      |
| 2005年1月11日  | 2005年12月13日 | UPS                | 2012     |      | 10   | 10     | *      |        | [ 69 ] [ 70 ] [ 71 ]               |
| 2005年1月28日  | 2005年4月21日  | 中國南方航空       | 2011     | 5    |      |        |        | *      | [ 72 ] [ 73 ]                      |
| 2005年6月15日  | 2005年6月15日  | 翠鸟航空           | 2016     | 5    |      | 5      | NA     | NA     | [ 74 ] [ 75 ]                      |
| 2006年4月      | 2006年5月      | 阿联酋航空         | 2008     | 2    | -2   |        | *      |        | [ 76 ]                             |
| 2006年7月21日  | 2006年12月20日 | 新加坡航空         | 2007     | 9    |      | -9     |        | *      | [ 77 ] [ 78 ] [ 79 ] [ 80 ] [ 81 ] |
| 2006年10月29日 | 2006年12月21日 | 澳洲航空           | 2008     | 8    |      | -8     |        | *      | [ 82 ] [ 83 ] [ 84 ]               |
| 2006年11月27日 | 訂單取消       | 聯邦快遞           | NA       |      | -10  | -10    | *      |        | [ 85 ] [ 86 ] [ 87 ]               |
| 2006年12月4日  | 2006年12月31日 | ILFC               | 2014     | 5    | -5   |        | *      |        | [ 88 ]                             |
| 2007年3月2日   | 訂單取消       | UPS                | NA       |      | -10  | -10    | *      |        | [ 89 ]                             |
| 2007年5月7日   | 2007年5月7日   | 阿联酋航空         | 2008     | 4    |      |        | *      |        | [ 90 ]                             |
| 2007年5月24日  | 2007年6月18日  | 法國航空           | 2009     | 2    |      | -2     | *      |        | [ 91 ] [ 92 ]                      |
| 2007年6月18日  | 2007年6月18日  | 卡達航空           | 2014     | 3    |      | -2     | *      |        | [ 54 ] [ 93 ] [ 94 ]               |
| 2007年6月18日  | 2007年11月11日 | 阿联酋航空         | 2008     | 8    |      |        | *      |        | [ 95 ] [ 96 ] [ 97 ]               |
| 2007年9月27日  | 2007年9月27日  | 英國航空           | 2013     | 12   |      | 7      |        | *      | [ 98 ] [ 99 ] [ 100 ]              |
| 2007年11月11日 | 2007年11月11日 | 阿联酋航空         | 2008     | 3    |      |        | *      |        | [ 95 ]                             |
| 2007年11月12日 | 2007年11月12日 | 瓦利德王子         | 2012     | 1    |      |        |        | *      | [ 101 ] [ 102 ]                    |
| 2008年2月13日  | 2008年2月19日  | 大韓航空           | 2011     | 3    |      | -3     | *      |        | [ 103 ] [ 104 ]                    |
| 2008年7月14日  | 訂單取消       | 阿提哈德航空       | 2014     | -4   |      |        | *      |        | [ 105 ]                            |
| 2008年7月14日  | 2008年7月14日  | 阿提哈德航空       | 2014     | 10   |      | 5      | *      |        | [ 106 ] [ 107 ] [ 108 ]            |
| 2009年1月15日  | 訂單取消       | 南方航空           | 2014     | -2   |      |        | *      |        | [ 109 ] [ 110 ] [ 111 ] [ 112 ]    |
| 2009年2月3日   | 2009年2月3日   | 大韓航空           | 2011     | 2    |      |        | *      |        | [ 113 ] [ 114 ]                    |
| 2010年6月8日   | 2010年6月8日   | 阿联酋航空         | 2008     | 32   |      |        | *      |        | [ 115 ] [ 116 ] [ 117 ]            |
| 2010年11月8日  | 2011年2月17日  | 天馬航空           | 2014     | 4    |      | 2      |        | *      | [ 118 ] [ 119 ] [ 120 ] [ 121 ]    |
| 2011年1月6日   | 2011年1月6日   | 韓亞航空           | 2014     | 6    |      | 4      |        | *      | [ 122 ] [ 123 ] [ 124 ]            |
| 2011年3月8日   | 訂單取消       | ILFC               | NA       | -10  |      | -4     | *      |        | [ 125 ] [ 126 ] [ 127 ]            |
| 2010年11月8日  | 2011年6月23日  | 天馬航空           | 2014     | 2    |      | -2     |        | *      | [ 128 ] [ 129 ]                    |
| 2011年9月29日  | 2011年10月13日 | 漢莎航空           | 2010     | 2    |      | -2     |        | *      | [ 130 ] [ 131 ]                    |
| 2011年11月15日 | 2011年11月15日 | 卡達航空           | 2014     | 5    |      | 3      | *      |        | [ 132 ]                            |
| 2011年6月23日  | 2011年12月19日 | 香港航空           | 2015     | 10   |      |        | TBA    | TBA    | [ 133 ]                            |
| 2011年6月23日  | 2012年8月17日  | 香港航空           | 2015     |      |      | -10    | TBA    | TBA    | [ 133 ]                            |
| 2011年10月28日 | 2012年6月21日  | 俄羅斯全祿航空     | 2015     | 4    |      |        | *      |        | [ 134 ] [ 135 ]                    |
| 2012年10月24日 | 2012年10月24日 | 新加坡航空         | 2017     | 5    |      | -5     |        | *      | [ 136 ]                            |
| 2013年9月20日  | 訂單取消       | 漢莎航空           | NA       | -3   |      |        |        | *      | [ 137 ]                            |
| 2013年11月17日 | 2013年12月23日 | 阿联酋航空         | 2016     | 50   |      |        |        | *      | [ 138 ] [ 139 ]                    |
| 2013年12月31日 | 訂單取消       | 翠鳥航空           | NA       | -5   |      |        | NA     | NA     |                                    |
| 2013年6月17日  | 2014年2月12日  | Amedeo（租機公司） | 2016     | 20   |      |        | TBA    | TBA    | [ 140 ]                            |
| 2014年7月29日  | 訂單取消       | 天馬航空           | NA       | -6   |      |        |        | *      | [ 141 ] [ 142 ]                    |
| 2015年2月5日   | 訂單取消       | 瓦利德王子         | NA       | -1   |      |        |        | *      | [ 143 ]                            |
| 2015年10月25日 | 訂單取消       | 俄羅斯全祿航空     | NA       | -4   |      |        | *      |        |                                    |
|                | 2016年1月29日  | 全日空             | 2019     | 3    |      |        |        | *      | [ 144 ]                            |
| 2016年4月13日  |                | 阿联酋航空         | 2017     | 2    |      |        |        | *      | [ 145 ]                            |
| 2017年2月10日  | 訂單取消       | 法國航空           | NA       | -2   |      |        |        | *      | [ 146 ]                            |
| 2000年12月15日 | 訂單取消       | 維珍航空           | NA       | -6   |      | -6     |        | *      |                                    |
| 2019年2月4日   | 訂單取消       | 澳洲航空           | NA       | -8   |      |        |        | *      |                                    |
| 2019年2月14日  | 訂單取消       | 阿联酋航空         | NA       | -19  |      |        |        | *      |                                    |
| 2019年2月14日  | 訂單取消       | Amedeo（租機公司） | NA       | -20  |      |        | NA     | NA     |                                    |
| 小計           | 小計           | 小計               | 小計     | 260  | 0    | 22     | 135    | 119    |                                    |
| 總計           | 總計           | 總計               | 總計     | 260  | 260  | 22     | 254    | 254    |                                    |

|      | 机型      | 2001 | 2002 | 2003 | 2004 | 2005 | 2006 | 2007 | 2008 | 2009 | 2010 | 2011 | 2012 | 2013 | 2014 | 2015 | 2016 | 2017 | 2018 | 2019 | 2020 | 2021 | 總  |
| 订单 | A380 -800 | 78   | –    | 34   | 10   | 10   | 24   | 33   | 9    | 4    | 32   | 19   | 9    | 42   | 13   | 2    | –    | -2   | 4    | −74  | –    | –    | 251 |
| 订单 | A380F     | 7    | 10   | –    | –    | 10   | -17  | -10  | –    | –    | –    | –    | –    | –    | –    | –    | –    | –    | –    | –    | –    | –    | –   |
| 交付 | A380 -800 | –    | –    | –    | –    | –    | –    | 1    | 12   | 10   | 18   | 26   | 30   | 25   | 30   | 27   | 28   | 15   | 12   | 8    | 4    | 5    | 251 |

資料統計至2021年底。

### 交付
空中巴士從沒有公開宣佈確實的每一訂單交付日期。
新加坡航空已於2007年10月15日接收首架A380，澳洲航空則為2008年8月，而阿聯酋航空為2008年之內。截至2011年10月底，新加坡航空已經接收11架，阿聯酋航空接收15架，澳洲航空接收9架，法國航空接收5架，漢莎航空接收7架，大韓航空接收1架，南方航空接收3架。2009年交機目標從21架下修至18架。因應航空公司延遲交機的要求，2009年下更改到只交14架，2010年預定交付超過20架，最近一段時期，多家航空公司要求空中巴士推遲交付A380，其中包括大客戶阿聯酋航空、新加坡航空、澳洲航空、法國航空等。

#### 歷程
和其他空中巴士客機一樣，A380也是先由歐洲各地的製造廠製造機身各部份，然後把各部份運送到圖盧茲進行最後總裝的。然而當第一批A380客艙在漢堡出廠，並被運送到圖盧茲後，圖盧茲的工作人員發現：有一部份電纜竟然短得接不上機身其他部份的電纜。空中巴士將這次意外歸咎於A380系統的複雜性，但同時又指出航空公司要求的個性化改裝也是原因之一。後來的調查更發現，雖然空中巴士屬下的企業用的都是達索航太的「CATIA」設計軟件，但是法國和英國的設計師已經在用第五代設計軟件的時候，德國和西班牙的設計師還在用第四代設計軟件。而且電纜配置是後期才加入飛機設計的，但那個時候設計師們還在學習怎麼用設計軟件。這次意外導致空中巴士幾次被迫推遲A380的交貨時間：2005年6月宣佈推遲6個月，2006年6再推遲6到7個月，不過推遲交貨不會影響那些已經建造完成及正在試飛的A380。新加坡航空將於2006年底才能接收首架A380。2007年和2008年的交付數量將只限於每年9架。最初計劃（2005年前）於2009年底前能交付120架A380，其後第一次延遲將數量減至約90至100架，而現在則進一步減少至70至80架。此消息令投資者及股東推測空中巴士母公司歐洲航空防務太空公司（EADS）的財務負擔會因而上升，導致股價下跌26%。此亦令空中巴士另一母公司英宇航系統公司的股價下跌。包括總裁諾艾爾·佛爾札爾、董事長古斯塔夫·洪伯特和工程事務副總裁夏爾·尚皮雍等在內的幾名空中巴士高層最終被迫引咎辭職。
有報告指新加坡航空、阿聯酋航空及澳洲航空均對延遲交付表示憤怒並正考慮提出索償。
2006年6月20日及21日，Air Transport World 報導指馬來西亞航空及國際租賃金融公司因生產延誤而正研究取消訂購。
2006年7月21日，新加坡航空再增訂9架A380並表示空中巴士的A380工程設計十分可靠，而且於試飛時表現良好，令航空公司十分滿意，延遲交付只是生產問題，並非技術問題。
2006年10月3日，剛上任空中巴士CEO不久的克裏斯蒂安·斯特雷夫（Christian Streiff）經深入研究後宣佈A380計畫將第三度延誤。第一架A380將推遲到2007年10月才交付予新加坡航空，2008年交付13架，2009年25架，2010年將達至最大產能，一年交付45架。A380最大客戶阿酋航空得知消息後考慮縮減訂單。而維珍航空則把交付日期推遲4年至2013年。空中巴士亦將A380F首次交付日期推遲至2010年。
為了彌補A380三次推遲交貨造成的損失，空中巴士在公司內部進行了大規模技術昇級：首先將德國同西班牙的設計軟件昇級到英國同法國用的版本，然後調派2000名德國工人到土魯斯，用人手將頭一批26架A380的電纜全部拆下來重新安裝，同時要求漢堡廠區的工人加班趕工，以追上A380的出貨速度。
2008年5月13日空中巴士公佈了交機的延遲，2008年交付12架，2009年交付21架。
2006年11月7日，聯邦快遞（FedEx）宣佈因為交機延誤而取消10架A380-800F的訂單，轉向波音訂購15架波音777-200貨機。
2007年3月1日，空中巴士的母公司EADS宣佈暫停其A380型貨機的生產工作。
2007年3月2日，UPS宣佈有意本年稍後取消10架A380貨機的訂單。
2007年10月15日起交付新加坡航空，為三艙等471座配置，該公司於同年10月25日首航營新加坡-雪梨航線。

A380客艙橫切圖，展示出經濟客艙的座位配置。

A380最普遍550座位佈局，涵蓋一般比例經濟、商務、頭等三艙

### 航空公司計劃
新加坡航空已於2007年10月15日接收首架A380 註冊編號：9V-SKA（載客量471人）於來往澳洲悉尼及新加坡的航線上；2008年3月18日，第二架与第三架A380就會用於直航倫敦；2008年5月20日，第四架A380就會用於直航東京；2009年7月9日，開辦來往香港至新加坡的航綫，之後用於直航墨爾本、巴黎、蘇黎世及法蘭克福。
阿聯酋航空已於2008年7月接收首架A380 註冊編號：A6-EDA（載客量為489人），將會使用於直航紐約；其後會用於直航墨爾本、悉尼、香港、曼谷、奧克蘭、倫敦、台北。
澳洲航空已於2008年8月接收首架A380 註冊編號：VH-OQA（載客量為450人），將會使用於墨爾本至洛杉磯航線；其後會用於悉尼至香港、悉尼至洛杉磯，以及途徑新加坡，前往倫敦。
法國航空已於2009年11月接收首架A380 註冊編號：F-HPJA（載客量為538人，現時載客量最高的A380客機），並會使用於巴黎至蒙特利爾及紐約航線。2007年5月24日，法國航空發表公司機隊更新計畫中將再訂購2架A380客機，法航將以A380和B777-300ER取代B747機隊。其後也用於香港航線
漢莎航空已於2010年5月接收首架A380 註冊編號：D-AIMA（載客量為526人），將會使用於法蘭克福至東京（成田）航線，往東京前，將先搭載德國國家男子足球隊飛往南非參加世界杯足球賽；到2013年9月，汉莎航空A380客机飞行版图增加到法蘭克福至上海、北京、东京、新加坡、休斯顿、旧金山和約翰尼斯堡七个目的地。
大韓航空已於2011年5月接收首架A380 註冊編號：HL7611（載客量為407人，現時載客量最少的A380客機），將會使用於首爾至東京（成田）航線，初期投入香港、東京等短程航線，並於年內稍後時間投入橫跨太平洋的航線服務，包括首爾至紐約及洛杉磯和首爾至巴黎。大韓航空共訂購10架A380預計2011年底前先接收5架，剩餘的5架預計於2014年前接收。
中國南方航空已於2011年10月14日接收首架A380 註冊編號：B-6136（載客量506人），將使用於北京往返於廣州與上海虹橋之間的航班，第二架已於2011年12月16日交機，2012年及2013年預計再接收3架，南航A380將在2012年初接受第三架A380客机，并执行北京往返于香港的航线，同时取消京沪航线。
馬來西亞國際航空將於2012年6月接收首架A380 註冊編號：9M-MNA，所訂購的A380客機，第一架與第二架已經於近日在空中巴士土魯斯組裝廠進行滑行和飛行測試，第三架與第四架也已運抵土魯斯準備開始進行組裝。馬來西亞航空共訂有6架空中巴士A380客機，首架原定2008年5月就該交機。
泰國國際航空已於2012年第三季接收首架A380 註冊編號：HS-TUA，第一架已組裝完成，準備開始進行飛行測試，之後再移交至德國漢堡進行塗裝作業，泰航共訂購了6架A380。
韩亞航空已于2014年5月接收其第一架A380 註冊編號：HL7625，于2014年6月13日正式运营，第一架及第二架服務在首爾至香港及洛杉磯航線
阿提哈德航空首架A380于2014年9月正式在空中巴士汉堡工厂亮相 注册编号：A6-APA（目前测试编号为F-WWSS），采用全新设计的涂装（该涂装也用于其同时新购入的波音787-9），设有空中官邸、公寓头等舱、开间商务舱和灵动经济舱，全舱配备移动电话及Wi-Fi服务。目前该机在厂房进行测试中，预计12月27日交付投入使用，届时将执飞阿布扎比至伦敦的航线。

### 天馬航空破產事件
日本廉價航空天馬航空（Skymark Airlines）於2010年11月8日表示，向空中巴士公司簽訂基本協議，訂購四架A380客機，並於2011年初再購入兩架A380客機，預定於2014年投入法蘭克福、紐約、倫敦等歐美航線。隨後，更進一步表示規畫將於2014年購買兩架、2015年購買一架、2016年購買一架、2017年購買兩架，共計六架A380客機的購機案，在第二波購機案後，未來將持續追加九架A380客機，投入夏威夷、溫哥華、新加坡、曼谷、墨爾本等航線。天馬航空成為日本第一家，且世界第一家購入A380客機的廉價航空公司。
空中巴士公司於2014年2月宣布，首架A380客機已經於法國土魯斯的組裝廠完成結構組裝，表示將於該年稍後交付天馬航空。但於同年7月29日，空中巴士正式通知天馬航空，將終止2010年簽訂的六架A380的購機合約，已完成組裝的兩部A380客機將不會交付，尚未製造的其餘四架將無限期延後。空中巴士指出，天馬航空自2014年4月停止支付預購金，隨後展開交涉，但最後空中巴士判定天馬航空無意履行合約、經營狀況無法支付後續的金額，並通知終止合約，並索求約700億日圓的違約金。天馬航空對媒體表示，空中巴士曾經提出數個方案力求已完成之兩架A380客機能夠順利交付，其中包括天馬航空併入日本兩大航空公司的要求，即成為日本航空或全日本空輸旗下子公司。但空中巴士對此說法予以強烈反駁，並解釋內容為「若天馬航空願意於被其他航空公司保護其經營，且在該航空公司之允諾履約此條件下，可以繼續進行已簽訂的購機合約」。
2014年7月31日，天馬航空該年第一期（4月~6月）的期度報告中顯示，由於大量購買A330、A380的決策造成的超支，以及A380解約案的重創，指出可能發生天馬航空對於背負巨額的賠償金，在現下苦於籌措足夠的金額，並明確記載「攸關以持續經營的前提下的重要事項」。天馬航空對此事發表對策，包含將投入A330客機提高載客量、提供高品質座位吸引乘客、停止營運無營利的航線以及持續向金融機構貸款，力求強化收入的經營基礎且穩固財務基礎。8月14日，天馬航空向關東財務局提出4月~6月的期度報告，擔任其會計業務的東陽會計事務所也在報告中記載「對能否持續經營抱有重大的疑惑」。
最終於2015年1月28日，天馬航空的重振政策無法得到認可與實行，以致業績大量下滑、資金調度困難，於最後兩個期度報告出現136億日圓的虧損，終於撐不過大量的赤字與巨額的賠償金，在綜合債務逾1,000億日圓的情況下，天馬航空放棄自主重建，決定依據《民事再生法》向日本東京地方法院申請破產保護。東京股市天馬航空股票跌停，較前日收盤317日圓大跌80日圓，跌幅達25.24%。2015年2月1日，旗下所有A330-300客機宣布全部停飛。
空中巴士也因此事件造成2014年度股票跌幅達21%，市值跌至345億歐元。同時也因為A380客機訂單不斷遭到取消而重創經營。

## 首航
2007年10月25日是空中巴士A380的首航，由新加坡航空公司於上午8時16分(SGT)從新加坡樟宜機場SIN起飛並於下午5時25分(AEST)抵達澳洲的悉尼國際機場SYD，該航班載客率超過96%。
新加坡航空公司這班SQ380客機載有455名乘客，年紀最大的是91歲，最小的是10月大，他們都是新加坡人。機上另有30名機組人員，包括4名機師。
此航班有12個套房、60個商務艙座位及399個經濟艙座位。
新加坡航空公司在網路上拍賣首航機票進行慈善募款，一共籌得126萬美元。最高出價者是英國企業家海沃德，他以10萬380美元投得兩張新航套房單程機票，因此享有第一個登上首航飛機的禮遇。
為了讓A380順利起降，新加坡樟宜機場耗資6,800萬新元修改機場、空橋及加設緊急救援設備。

## 技術擔憂
1. A380機身龐大，易產生湍流問題，國際民航組織發現，A380客機引起的氣流較波音747客機大，由多個民航組織成立的工作小組建議，A380客機起飛後，中、小型航機要隔3分鐘後才能使用跑道，重型航機亦要等候2分鐘。
2. 空客發言人克拉赫特透露，可載客達853人的A380客機，機翼曾經在法國圖盧茲進行靜力測試時，發現機翼尖往上彎曲到7.4米時，即在可承受最大載重量1.45倍時出現破裂，位置是在機翼的兩個發動機之間。據了解，由於國際規例要求機翼必須能承受最大載重量的1.5倍，所以這次的測試結果反映出A380客機機翼在遇上亂流或進行緊急降落時，可承受的最大重力未能達到標準，離要求還差3.3%。
3. 自2011年下半年起，數家操作A380型客機的航空公司於檢查時發現機翼上有細小的裂痕發生。空客發言人指出這些裂痕將可以很容易的被修復，且不影響該型客機的安全性。[167]然而空客的發言人拒絕透露更多的相關細節。[168]2019年，欧洲航空安全局再度指出数架装配期限超过15年的空客A380客机机翼出现裂缝[169]。
4. 大部分民航機場的跑道，長度和耐受力都難以達到A380基本的起降需求，可供A380起降之跑道長度通常需要3,800公尺。

## 事故和故障記錄[170]
涉及A380客機的首次事故於新加坡樟宜機場發生，事緣於樟宜國際機場的一部曳引車發生故障，令該架新加坡航空的飛機以無動力狀態於跑道滑行至草坪上，無人受傷。
- 2009年9月29日，新加坡航空一架A380客機搭载444名乘客從法國巴黎起飛，飛行约2小时45分鐘後由於一具發動機（罗尔斯·罗伊斯遄达900）失靈中途折回，平安著陸。[來源請求]
- 2010年4月1日，澳洲航空一架载有244人的A380客機，由新加坡飛往雪梨，降落雪梨機場时左側機翼两个机轮爆胎并冒出火光，事件中無人受傷。[171][172]
- 2010年11月4日，澳洲航空32號班機（Qantas Flight 32，編號VH-OQA，型号空中巴士A380-842）於新加坡樟宜機場起飛，飛至印尼上空時遭遇非包容性引擎失效（英语：uncontained engine failure）并引发一系列问题，事件中2號引擎（左翼近機身）發生爆炸，引擎外殼飛脫并击穿机翼一侧的液压管和油箱，部分碎片落入印尼境內，被當地村民發現。其後客機折返新加坡紧急降落（英语：emergency landing），飞机平安着陆，機上433名乘客及26名機組員無人受傷。現場照片顯示，客机的2號引擎損毀，有明顯燒焦痕迹。[173]澳航CEO在事件后为保安全，宣布停飞旗下所有A380机队，并与引擎制造商罗尔斯·罗伊斯开展内部调查。采用發動機聯盟GP7000引擎的A380未受影响，而运营有罗尔斯·罗伊斯遄达900引擎的A380的业者受此影响。[來源請求]澳洲運輸安全委員會于事件发生29天后发布调查报告，指出引擎中的滑油短管制造存在缺陷，破裂后造成涡轮轮盘爆裂，击穿飞机多个部位。[174]后经检查，全球使用同型号引擎的共20架A380飞机，其中34具引擎存在同样问题，这些引擎被停止服役。引擎制造商罗尔斯·罗伊斯后续改进了质量保证体系，以及增加软件监控以在发生漏油时中止燃料供应。[175]
- 2011年5月17日，澳洲航空公司一架空中巴士A380客機（班號QF10），17日由新加坡飛往墨爾本的途中，因為遭遇到出乎預料的逆風與低溫，使得該班機在抵達墨爾本之前，燃油便已用盡，被迫轉降於墨爾本西北方約700公里的阿德雷德市。該班機於凌晨4:15分降落在阿德萊德機場，機上249名乘客無人受傷。該時段原為該市的禁航時段，但A380班機已宣布緊急狀況，因此未曾觸犯法規。澳航表示該機經過工程師檢查後，並未發現漏油情事，飛機狀況一切正常，將於再次檢驗後復飛。澳洲運輸安全委員會則已對此事件展開調查。[來源請求]
- 2011年6月19日，空中巴士公司一架空中巴士A380客機（註冊編號：F-WWDD，製造序號MSN004），19日下午在巴黎-勒布尔歇机场（Le Bourget Airport）正要開始示範飛行，不料客機從飛機庫行駛到滑行道時，右邊機翼撞到了建築物，毀損不輕。專家目前正在檢查該架客機，調查事故發生原因。在空中巴士的连夜搶修之下，該機已於6月22日完成了翼端帆的更換，並將在剩餘航展期間，進行原本預定終止的展示飛行。[來源請求]
- 2011年7月22日，大韓航空一架空中巴士A380客機，航班編號KE701（註冊編號：HL7611），在東京成田國際機場降落時右側引擎擦地。航班載有168人，從首爾飛往東京成田。該機在成田機場34L跑道降落時，機身右傾過度，導致右外側引擎擦地。所幸飛機平安降落，事後成田機場關閉了34L跑道20分鐘檢視受損情況，而大韓航空A380客機經檢查後可繼續飛行，延遲1小時飛往仁川國際機場。[來源請求]
- 2011年10月29日，中國南方航空一架空中巴士A380客機（註冊編號：B-6136），在北京首都國際機場執行任務前，工作人員發現襟翼動力驅動組件故障，臨時改由2架空中巴士A330代飛，由於南航沒有備用零件，隔日航班也一併取消，事後南航緊急連絡空中巴士總廠，火速寄送零件。30日清晨零件從德國運抵北京，經過日夜搶修，南航A380已於31日恢復正常營運。[來源請求]
- 2012年3月27日，新加坡航空一架A380（SQ26）自新加坡起飛，前往法蘭克福時，於飛行近3小時後3號發動機發生故障，因而中途折返，平安著陸。[176]
- 2012年4月7日，阿聯酋航空一架空中巴士A380客機由迪拜經曼谷飛往香港，在降落香港國際機場時爆胎。[177]
- 2012年10月22日，阿聯酋航空一架空中巴士A380客機從東京成田機場起飞后襟翼卡死，只得返回機場降落。第一次降落失敗後，第二次成功落地，但有11個輪胎爆胎。[178]
- 2012年11月11日，阿聯酋航空一架空中巴士A380客機從澳洲雪梨飛往迪拜，但在起飛後約20分鐘，飛機一個引擎在1萬呎高空爆炸，飛機要立即折返悉尼急降，事件中無人受傷。[179]
- 2014年1月6日，新加坡航空一架由英國伦敦飞往新加坡的空中巴士A380客機因舱压不足在阿塞拜疆紧急迫降。[來源請求]
- 2015年4月6日，泰航一架原定于从巴黎飞往曼谷的空客A380在戴高乐机场被一辆运载机舱食物的货车不慎撞上，导致机翼受损，航班延误。该架飞机航班号为TG931，原定于当地时间4月6日13:40从巴黎起飞，4月7日05:55到达曼谷，但因这场“飞来横祸”飞机不得不延误。为了顺利运送旅客，泰航最後安排一架空機飞往巴黎以取代受损的客机。[來源請求]
- 2015年6月26日，阿联酋航空一架载有超过500人的A380客机，由于出现“技术故障”，迫降在斯里兰卡科伦坡市，消防人员和应急人员在机场等待，迫降过程中无人受伤。[來源請求]
- 2017年9月30日，法國航空一架載有520個人的A380（AF66）由巴黎戴高樂國際機場飛往洛杉磯國際機場的航程中途至格陵蘭上空時，右邊一具引擎發生高空爆炸，嚴重損壞，零件外露，幸好機師及時關掉受損引擎。最後倚靠其餘3具引擎飛行1小時後在加拿大東部拉布拉多地區的鵝灣空軍基地（法语：Base des Forces canadiennes Goose Bay）降落，全機人員安全。[180]
- 2017年10月16日，马来西亚航空一架空客380-800在执飞MH3航班到达吉隆坡国际机场后，地勤人员发现前起落架上的两只轮胎一只丢失，另一只则发生了变形。目前尚不清楚丢失轮胎的所在位置。[181]
- 2022年7月1日，一架阿联酋航空所属的A380（注册号：A6-EVK）在执飞EK340航班期间发出巨响，14小时后安全降落，有旅客下机后发现机身破洞[182]。
- 2024年3月28日，一架阿联酋航空的A380-800（注册号：A6-EDM）在莫斯科机场准备执行返回阿联酋迪拜的EK134航班前，一辆水罐车司机突然中风撞上了即将起飞的这A380致其机腹受损严重，在俄乌战争影响下俄罗斯并没有能力修复这架受损严重的A380客机，所以在滞留大概五天后阿联酋航空冒着风险由空机调回阿联酋（为保证安全调回途中未加压）。

## 詳細規格
| 機型               | A380-800 |                              |
| ------------------ | --- | ---------------------------- |
| 機師數             | 2 | 2                            |
| 座位數             | 550（3級） 644（2級） 853（1級） |                              |
| 長度               | 72.72公尺（238英尺7英寸） | 72.72公尺（238英尺7英寸）    |
| 翼展               | 79.75公尺（261英尺8英寸） | 79.75公尺（261英尺8英寸）    |
| 高度               | 24.09公尺（79英尺1英寸） | 24.09公尺（79英尺1英寸）     |
| 輪基距             | 31.88公尺（104英尺7英寸） | 31.88公尺（104英尺7英寸）    |
| 外機身寬度         | 7.14公尺（23英尺5英寸） | 7.14公尺（23英尺5英寸）      |
| 機艙寬度（主層）   | 6.54公尺（21英尺5英寸） | 6.54公尺（21英尺5英寸）      |
| 機艙寬度（上層）   | 5.80公尺（19英尺0英寸） | 5.80公尺（19英尺0英寸）      |
| 機艙長度（主層）   | 49.9公尺（163英尺9英寸） | 49.9公尺（163英尺9英寸）     |
| 機艙長度（上層）   | 44.93公尺（147英尺5英寸） | 44.93公尺（147英尺5英寸）    |
| 機翼面積           | 845平方公尺（9,100平方英尺） | 845平方公尺（9,100平方英尺） |
| 營運空重           | 276,800公斤（610,200磅） |                              |
| 最大起飛重量       | 570,000公斤 （1,235,000磅） |                              |
| 最大載酬           | 90,800公斤 （200,000磅） |                              |
| 巡航速率           | 0.85馬赫 | 0.85馬赫                     |
| 最大巡航速率       | 0.89馬赫 | 0.89馬赫                     |
| 最大速率           | 0.96馬赫 | 0.96馬赫                     |
| 起飛所需跑道長度   | 3,000米（9,800英尺） |                              |
| 航距（設計負載內） | 15,700公里（8,500海里） |                              |
| 實用昇限           | 13,115公尺（43,000英尺） | 13,115公尺（43,000英尺）     |
| 最大燃油容量       | 320,000公升（84,600加侖） |                              |
| 發動機（x4）       | 發動機聯盟（Engine Alliance）GP7270 （A380-861） 勞斯萊斯（Rolls-Royce Trent） Trent 970/B （A380-841） 勞斯萊斯 Trent 972/B （A380-842） |                              |

資料來源: Airbus A380 specifications

## 流行文化
- 於2005年美國電影《高凶三萬尺》（Flightplan）中曾出現過一款虛構的客機機種“E-474”，其全雙層設計及4具發動機的構造均十分類似A380，但名字E-474則明顯是衍生自波音747。
- 在研發初期，空中巴士給A380起了“Megaliner”的綽號。在最近的新聞稿中，仍有出現這名稱。
- 在2013年1月26日上演的动作片《生死竞赛2（英语：Race 2）》中，剧组以空中客车A380为原型，虚构了一架世界最大的私人飞机“Skyline-S600”（注意飞机的尾翼是V字型尾翼）。
- 在腾讯手机游戏出品的手机游戏《天天酷跑》里面的游戏背景不时有一架A380出现。
- 在迪士尼动画《飛機總動員》里面，出现在机场的一些拟人化客机均是以A380为原型创作出来的，跟现实的A380不一样的是，这些客机都是双发并非四发。而在其续集《飛機總動員2：救火大行動》里面，则有一架以英国航空A380为原型创作的拟人化客机。
- 在電視廣播有限公司連續劇《多功能老婆》為劇中角色“榮浩田”的綽號。
- 2024年中国空中犯罪电影《危机航线》故事发生在A380上。

## 圖片集

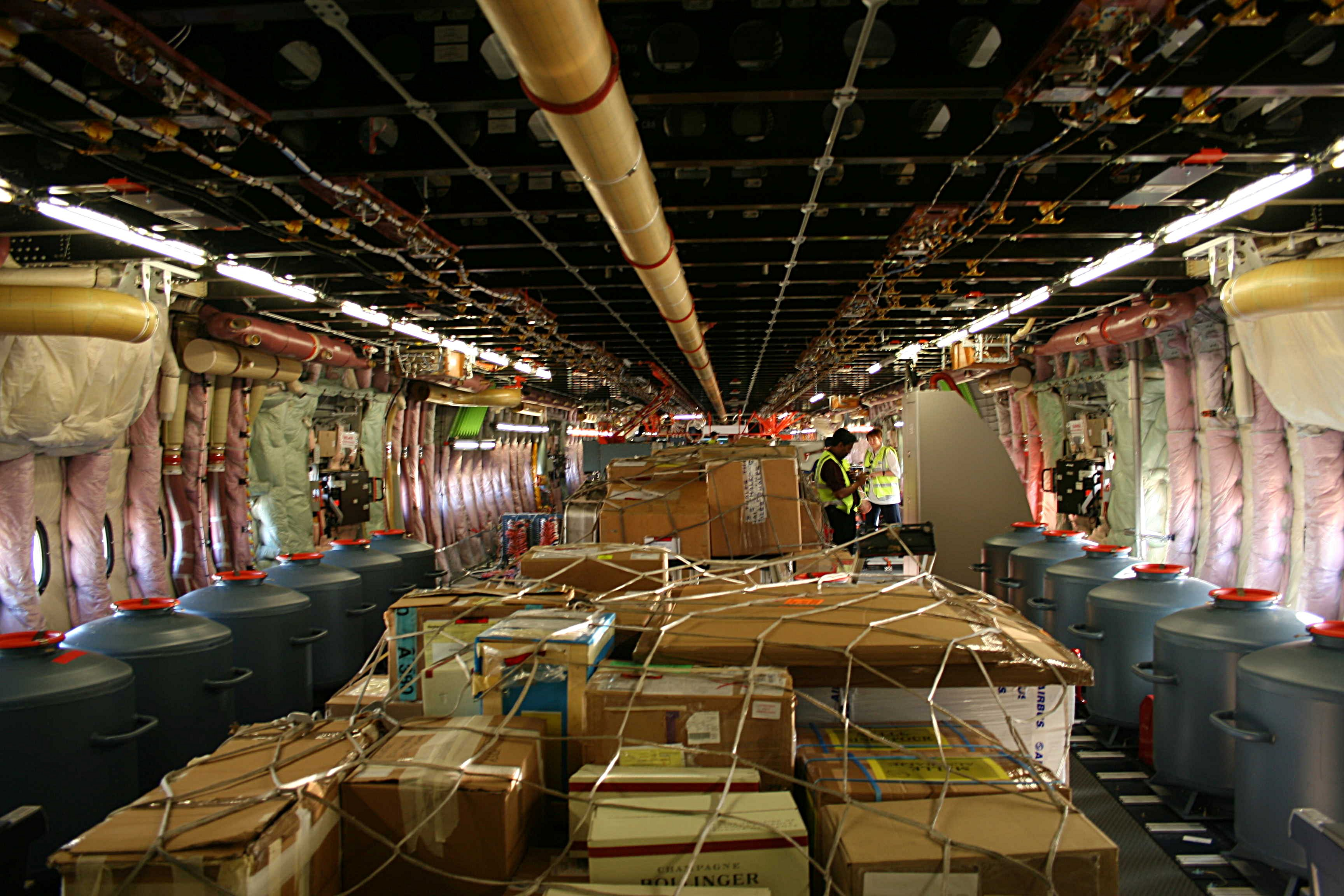
测试过程中的客舱
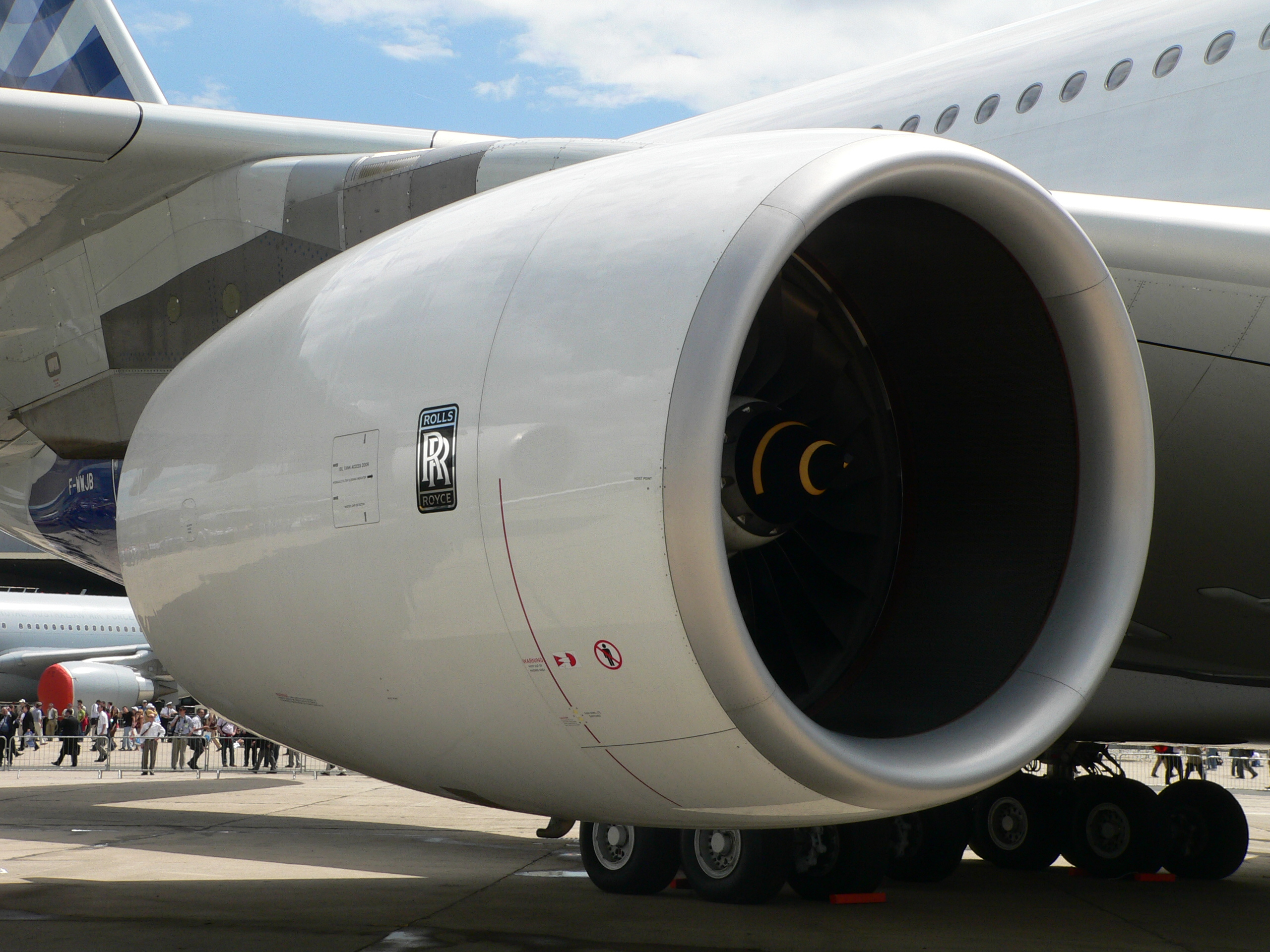
勞斯萊斯Trent 900發動機
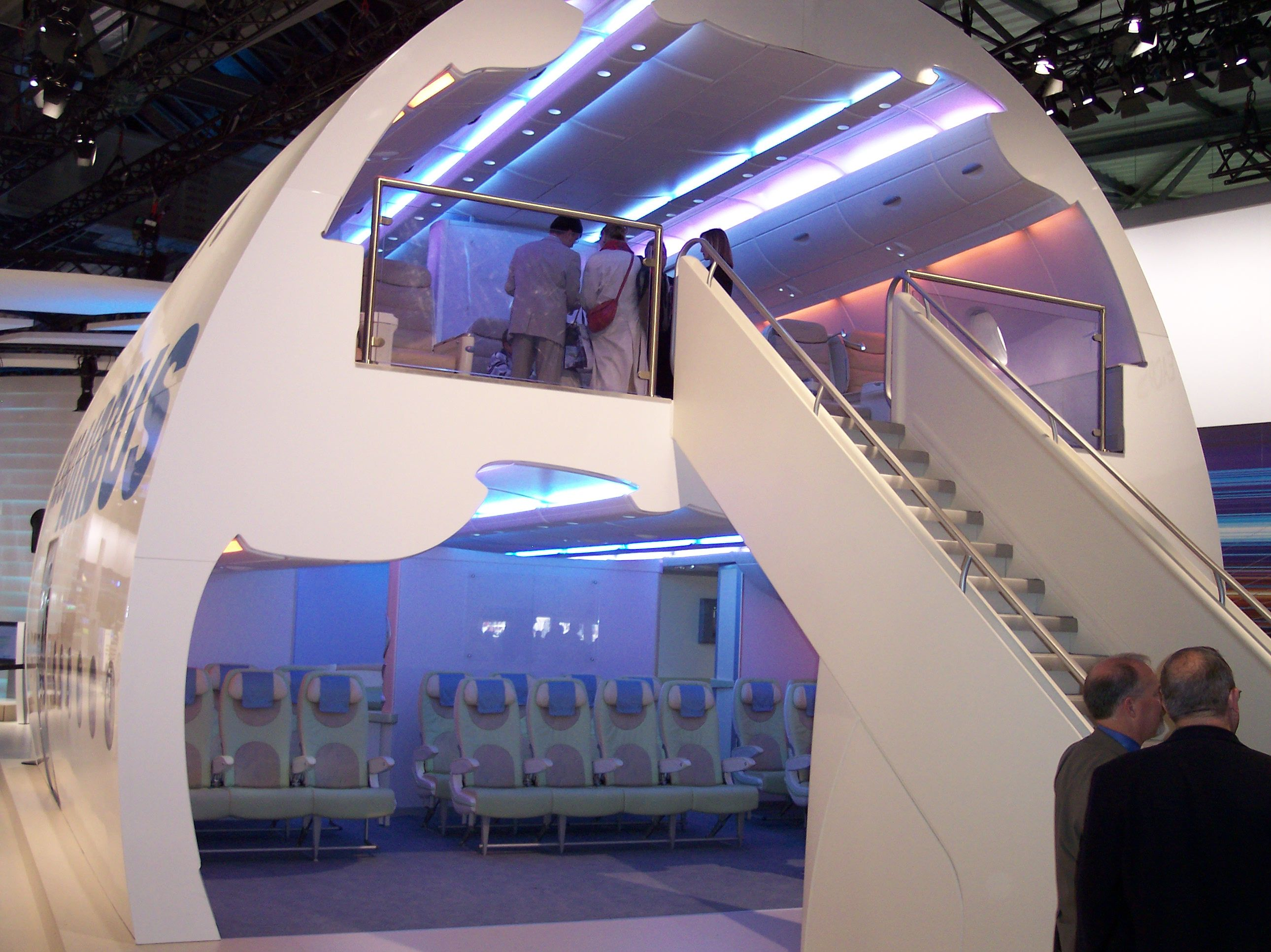
樓梯剖面
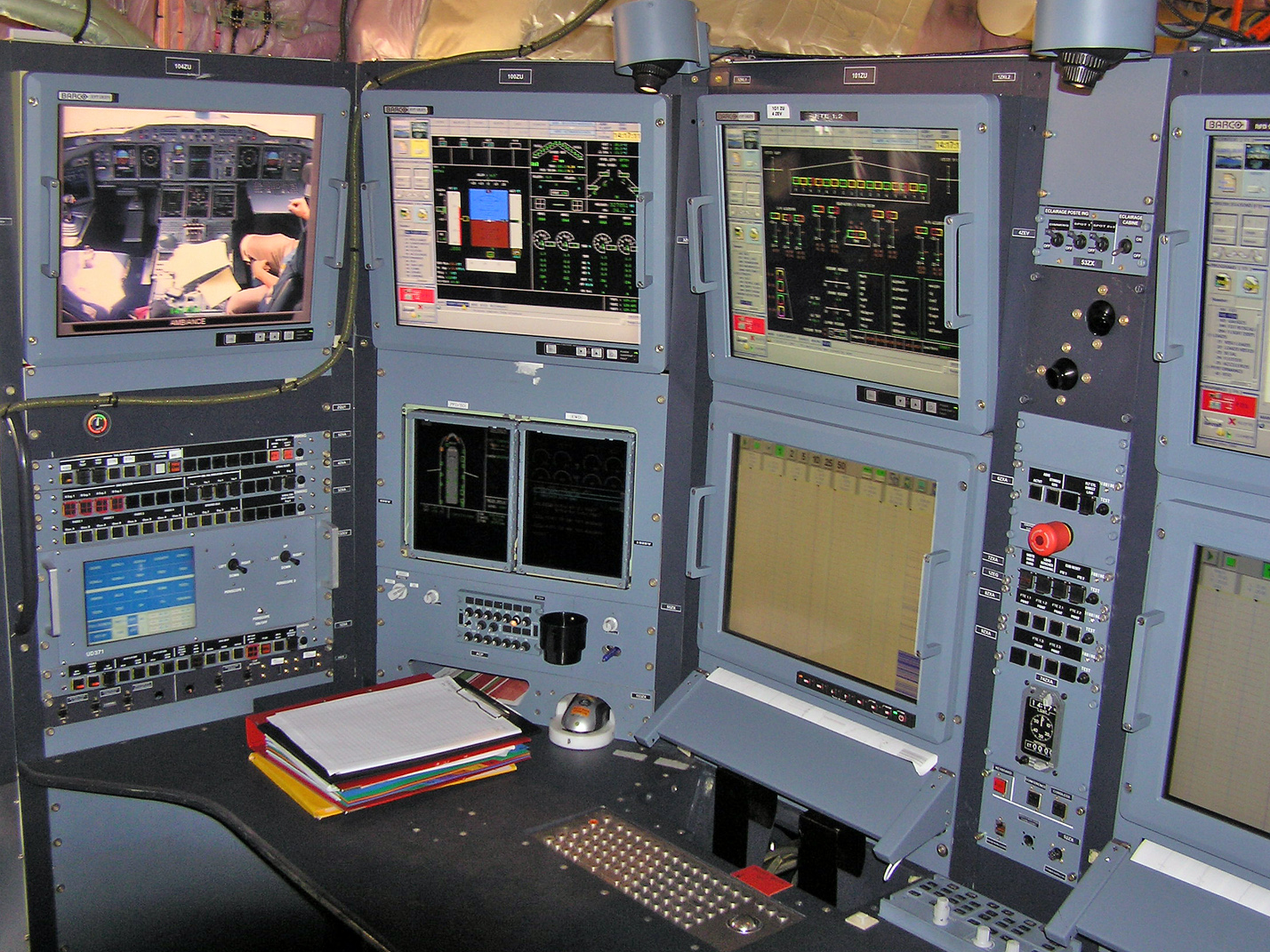
测试过程中机舱機械师座位
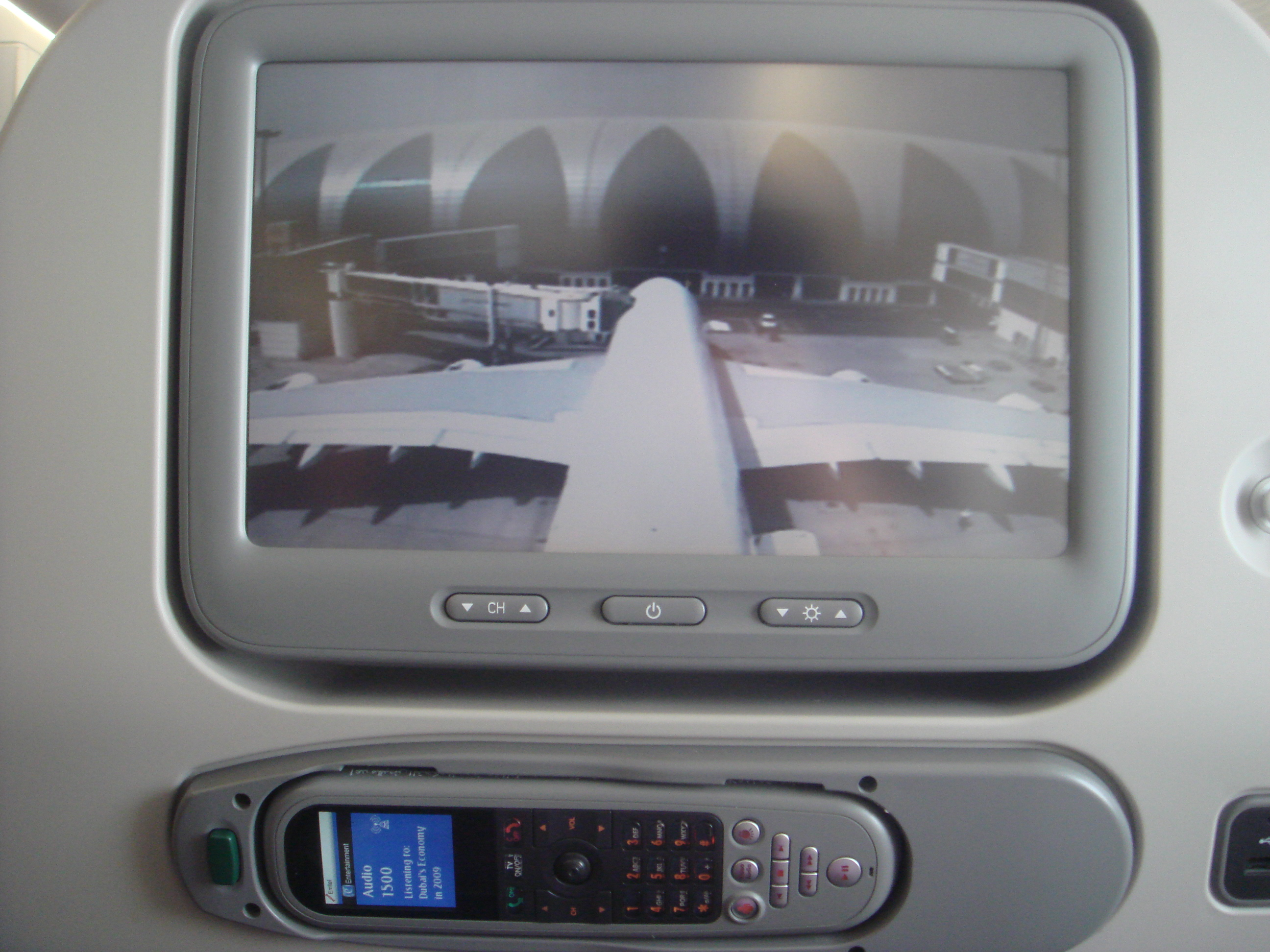
乘客娛樂系統可以看機外攝影機
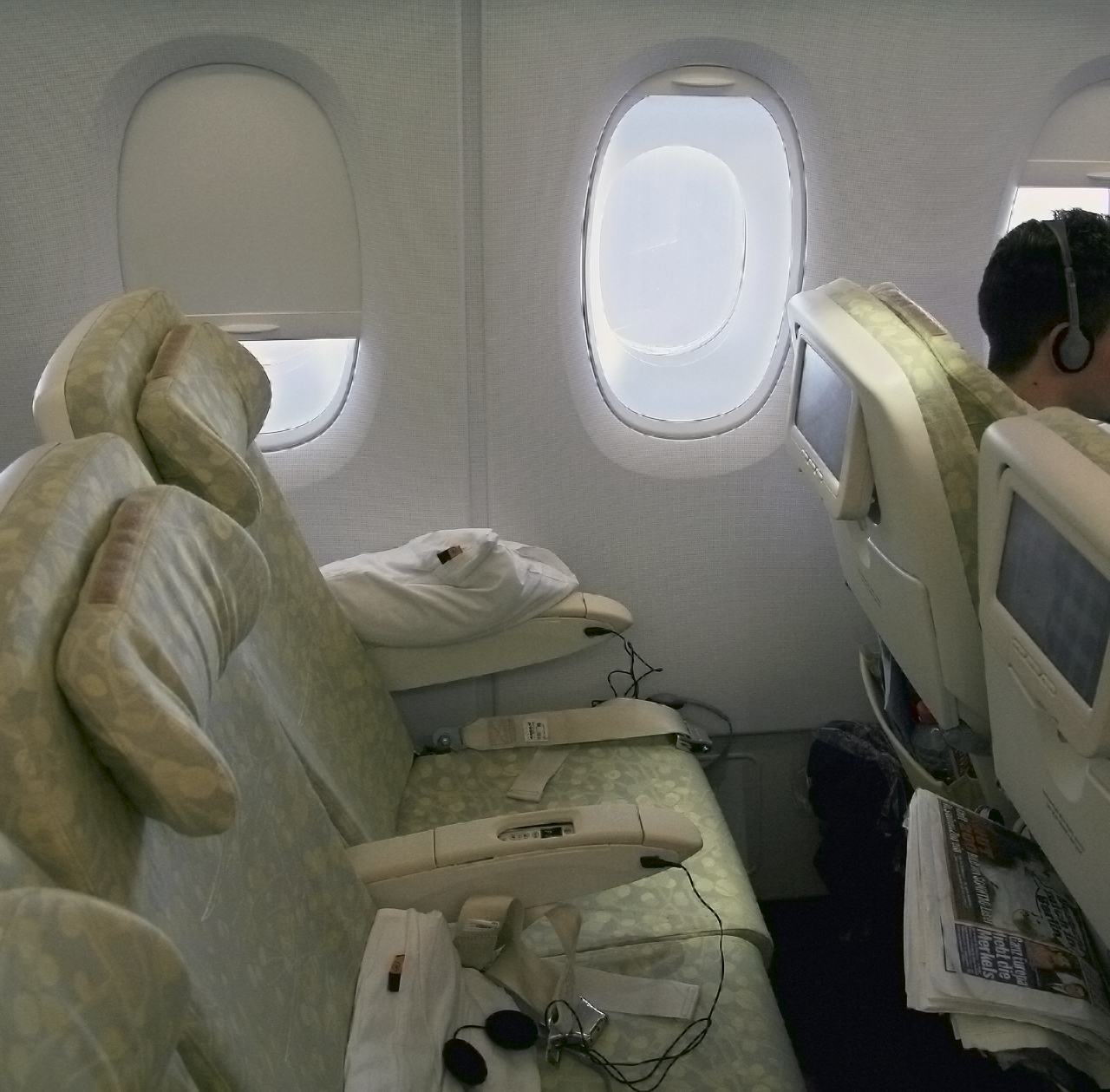
經濟艙座位
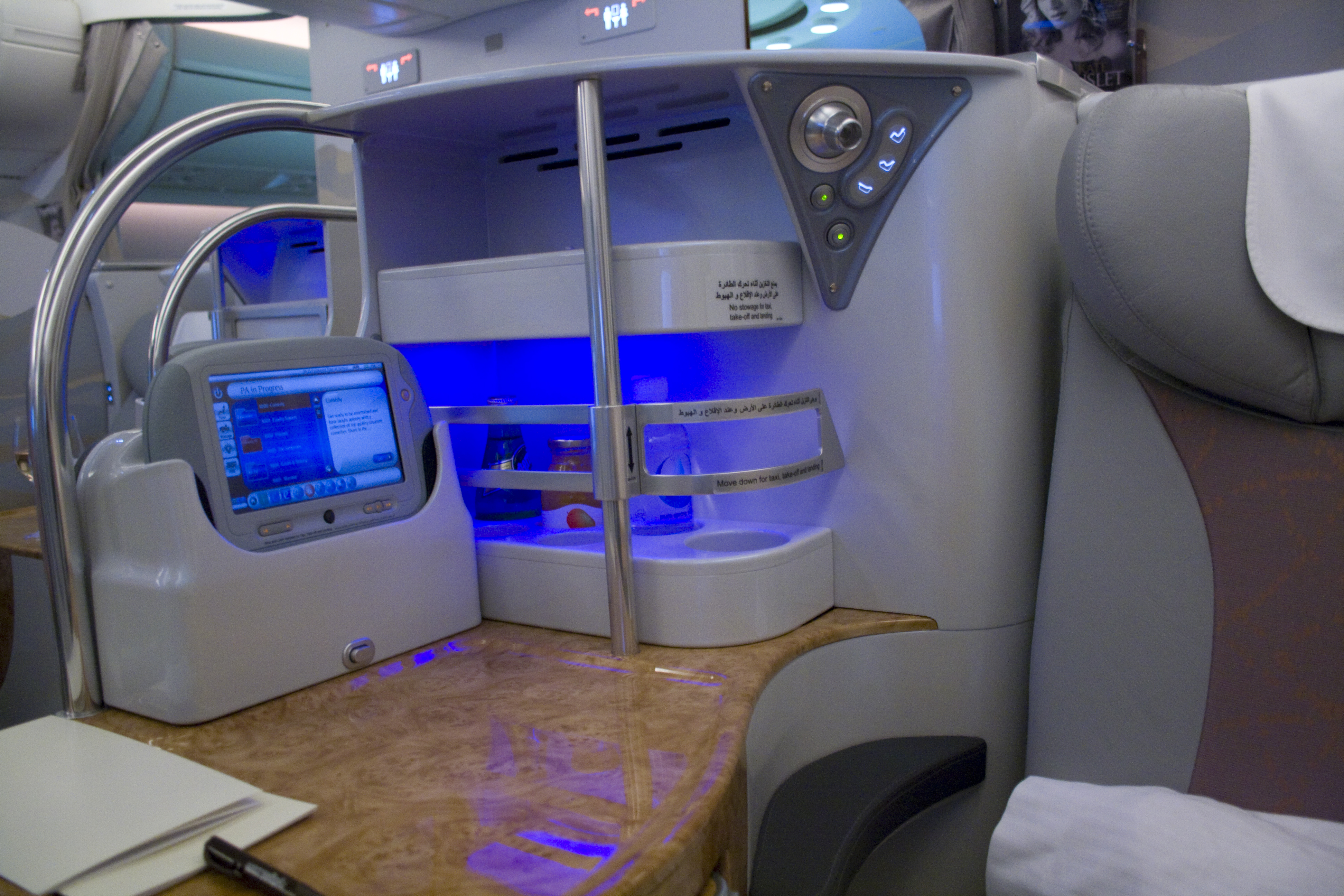
商務艙座位
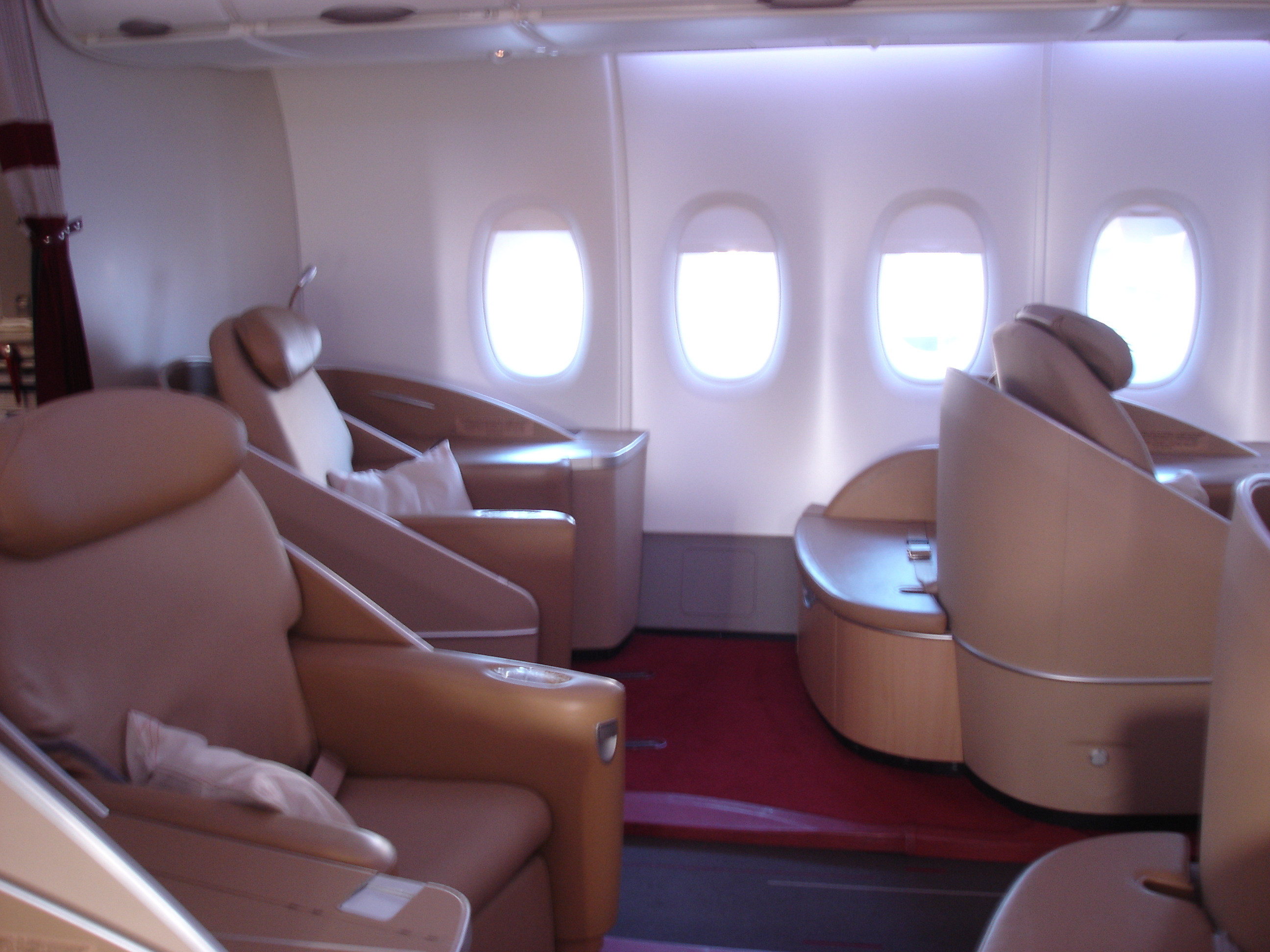
頭等艙座位
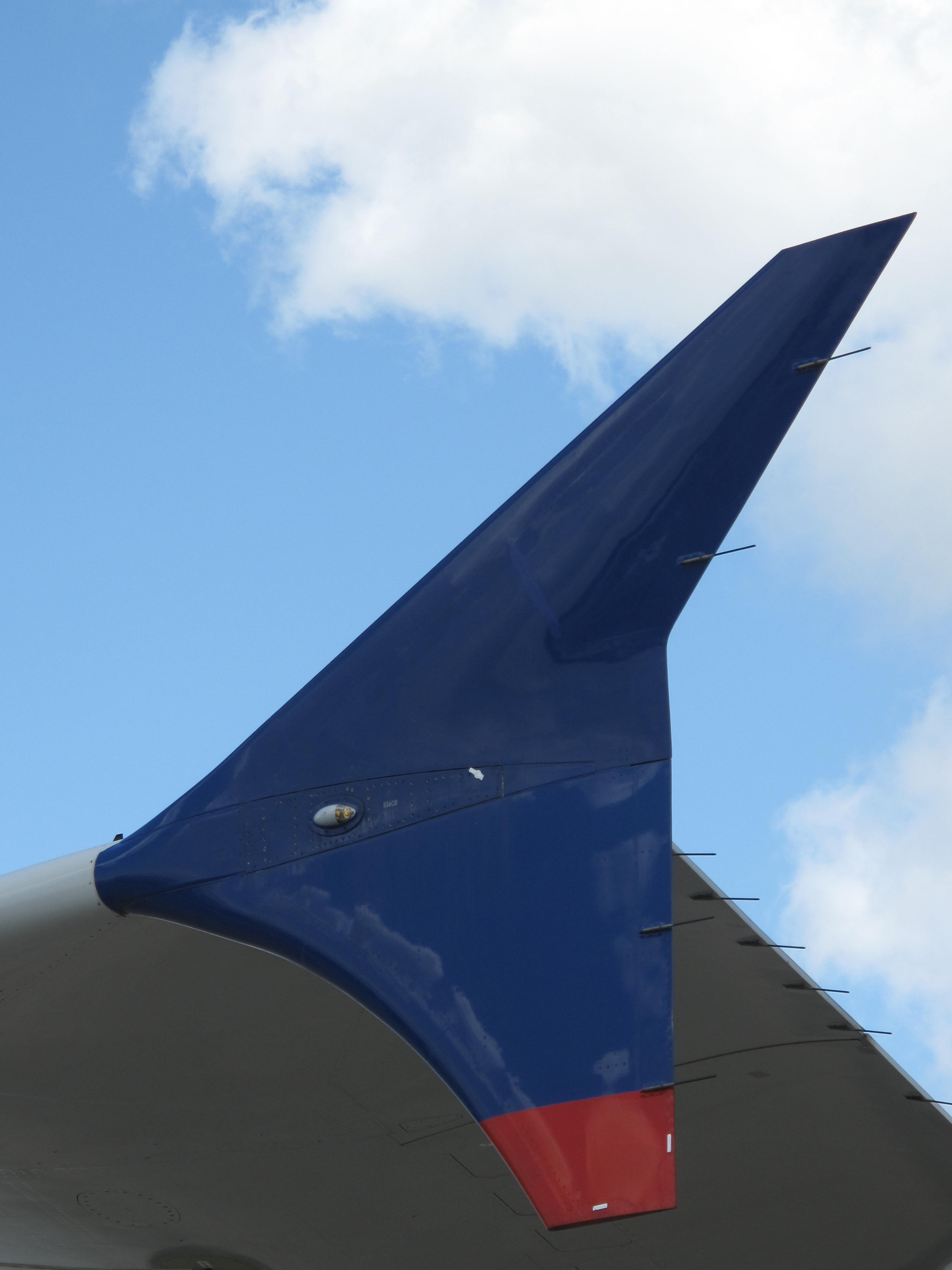
翼尖小翼
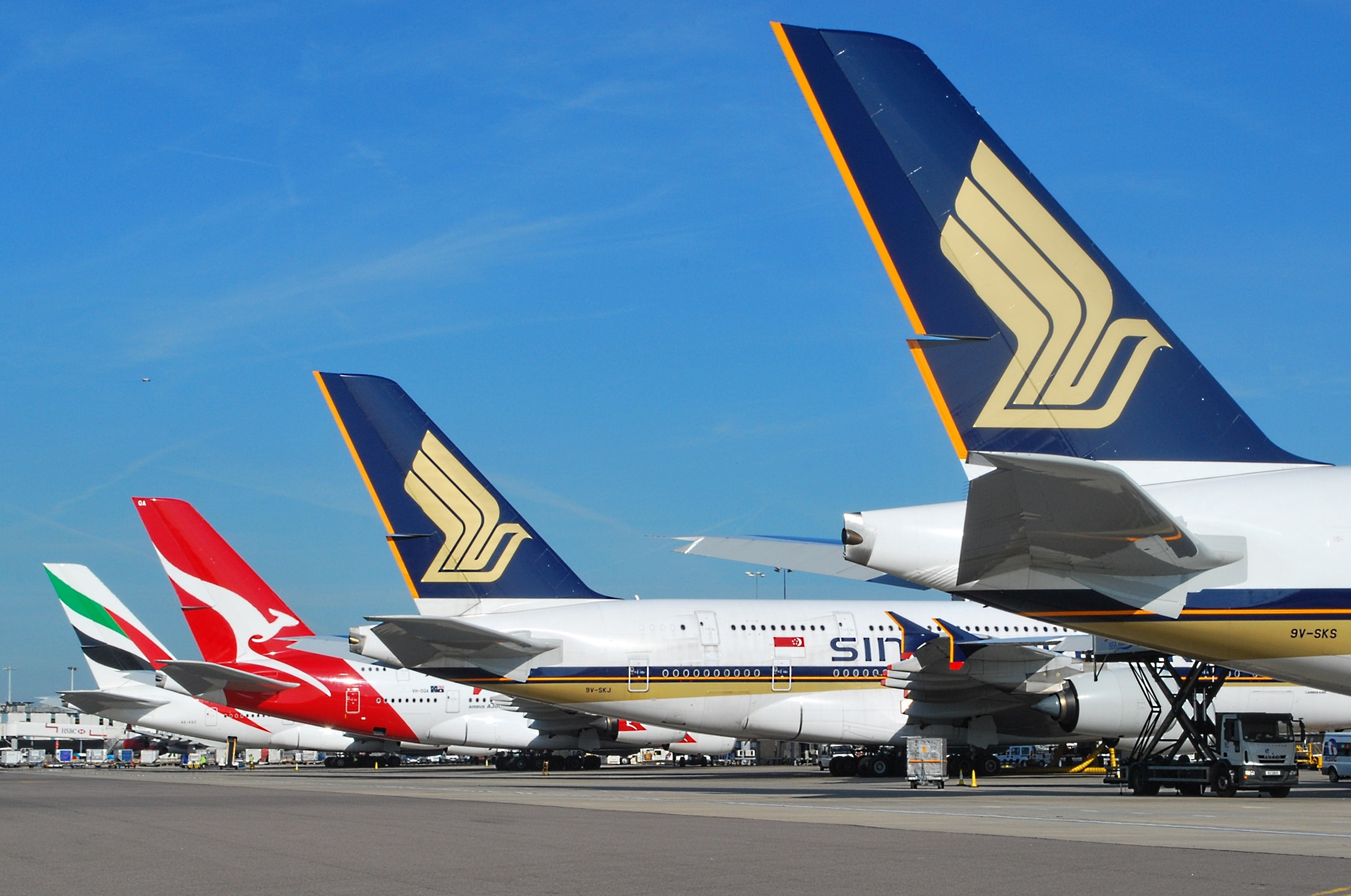
方向舵的上半部分默認指向右邊

## 媒體
- 正在滑行的A380
  - 空中巴士A380正向起飛跑道滑行，準備進行第一次飛行的錄像。2005年4月27日。
  - 看不到影片吗？請參見幫助頁面。

## 相關機型

### 空中客车产品线
- A220 -A300 - A310 - A318 - A319 - A320 - A321 - A330 - A340 - A350 - A380

### 競爭對手
- 波音747

### 類似計畫
- 麥道MD-12計畫
- 蘇霍伊КR-860計畫

## 图像
- 新加坡航空图中的9V-SKA由于新航决定不再续租，9V-SKA在租约到期后返回欧洲租赁商处，2019年11月19日已位于法国塔布的飞机回收公司拆解飞机部件。
- 马来西亚航空
- 阿联酋航空
- 英國航空
- 法國航空
- 汉莎航空
- 泰国航空
- 大韓航空
- 韩亚航空
- 中國南方航空
- 阿提哈德航空金色塗裝
- 澳洲航空
- HIfly（英语：Hi Fly (airline)）

## 外部連結
- （简体中文）A380官方數據資料
- （简体中文）A380 Family